# Isaz
| Isaz             | Isaz            | Isaz            | Isaz           | Isaz           | Isaz           | Isaz           |
| Nome             | Proto-germanico | Proto-germanico | Antico inglese | Antico inglese | Norreno        | Norreno        |
| ---------------- | --------------- | --------------- | -------------- | -------------- | -------------- | -------------- |
| Nome             | *Isaz           | *Isaz           | Is             | Is             | Isa            | Isa            |
| Significato      | ghiaccio        | ghiaccio        | ghiaccio       | ghiaccio       | ghiaccio       | ghiaccio       |
| Forma            | Fuþark antico   | Fuþark antico   | Fuþorc         | Fuþorc         | Fuþark recente | Fuþark recente |
| Forma            |                 |                 |                |                |                |                |
| Unicode          | ᛁ U+16C1        | ᛁ U+16C1        | ᛁ U+16C1       | ᛁ U+16C1       | ᛁ U+16C1       | ᛁ U+16C1       |
| Traslitterazione | i               | i               | i              | i              | i              | i              |
| Trascrizione     | i               | i               | i              | i              | i              | i              |
| IPA              | [i(ː)]          | [i(ː)]          | [i(ː)]         | [i(ː)]         | [i(ː)]         | [i(ː)]         |
| Ordine alfab.    | 11              | 11              | 11             | 11             | 9              | 9              |

*Isaz (in italiano "ghiaccio") è il nome proto-germanico ricostruito della runa del Fuþark antico i (carattere Unicode ᛁ). Tale runa è presente anche nel Fuþorc anglosassone e frisone con il nome di Is e nel Fuþark recente con il nome di Isa.
Il nome della corrispondente lettera nell'alfabeto gotico (, 𐌹) è eis.

## Poemi runici
La runa isaz compare in tutti e tre i poemi runici: essa viene chiamata Ís in quello norvegese, Íss in quello islandese e Is in quello inglese.
| Poema runico: | Traduzione: |
| Antico norvegese ᛁ Ís kǫllum brú bræiða; blindan þarf at læiða.                                                              | Ghiaccio chiamiamo il largo ponte; il cieco dev'essere guidato. |
| Antico islandese ᛁ Íss er árbörkr ok unnar þak ok feigra manna fár. glacies jöfurr.                                          | Il ghiaccio è la scorza dei fiumi e tetto dell'onda e la distruzione del condannato.                                                                                |
| Antico inglese ᛁ Is byþ ofereald, ungemetum slidor, glisnaþ glæshluttur gimmum gelicust, flor forste geworuht, fæger ansyne. | Il ghiaccio è freddissimo ed immensamente scivoloso; luccica chiaro come vetro e somigliante assai alle gemme; è un pavimento lavorato dal gelo, bello da guardare. |